# Culte à mystères
Pour les articles homonymes, voir Mystère.
 (mai 2019).
Les religions à mystères ou cultes à mystères sont des cultes, rituels ou religions apparus dans la civilisation gréco-romaine à des dates variables, mais dont l'expansion la plus grande se situe aux premiers siècles de notre ère, coïncidant avec le développement du christianisme.

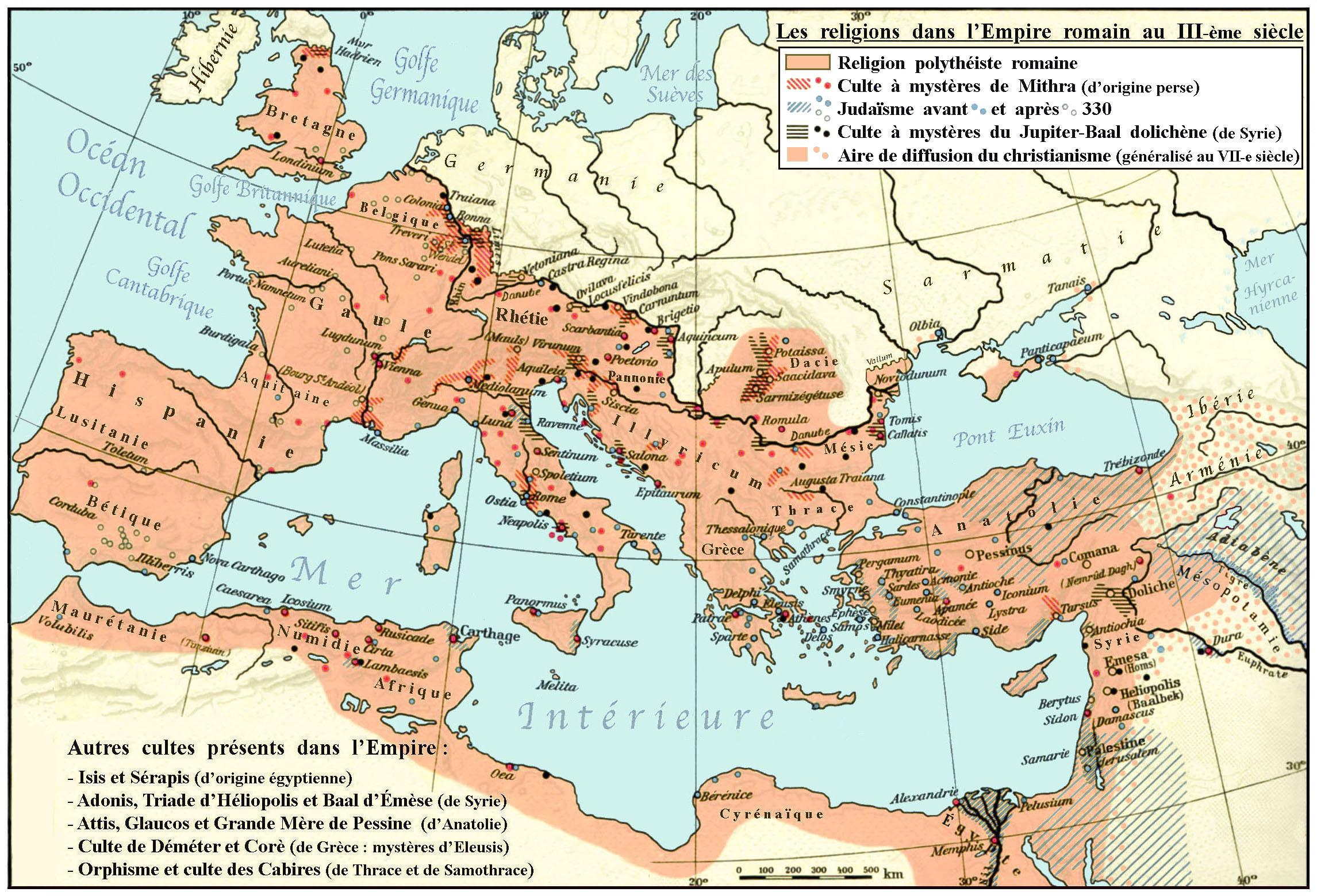
La diversité religieuse dans l'Empire romain durant l'antiquité tardive, mentionnant des cultes à mystères, l'orphisme, le judaïsme et le christianisme.

## Un phénomène diffus longtemps schématisé
L'importance de ces cultes est soulignée par Ernest Renan lorsqu'il affirme que « si le christianisme eût été arrêté dans sa croissance par quelque maladie mortelle, le monde eût été mithriaste ». De son côté, Franz Cumont a développé le concept de « religions orientales », qu'il décrit à la fois comme concurrentes et inspiratrices du christianisme. À la fin du XIXe siècle, époque de Renan, ou au début du XXe siècle, à l'époque de Cumont, on aborde, sous l'influence ancienne de Montesquieu mais surtout d'Edward Gibbon, la question de l'histoire des religions antiques à travers un prisme évolutionniste qui suppose pour la civilisation antique gréco-latine un apogée (« âge d'or ») et une décadence : les religions dites « orientales » étant vues comme des signes ou comme des causes de la « décadence » de l'Empire romain.
Néanmoins, les idées de Cumont sont, depuis au moins les années 1990, en « plein réexamen » et la notion même de « culte à mystères » ou de « religion orientale » pose aux chercheurs de sérieux problèmes de méthodologie et de classement, tant les réalités sont diverses dans le temps et dans l'espace. En outre, ces réalités sont mouvantes : ainsi au Ve siècle av. J.-C., Dionysos (qui n'est pas un dieu olympien) possède un caractère oriental donc « barbare » prononcé dans l'esprit d'un Athénien assistant au spectacle des Bacchantes d'Euripide mais, pour un Romain du début de l'empire, par le jeu de l'assimilation à Bacchus ou à Liber, il est une divinité complètement autochtone, surtout face à un Mithra ou à une Isis. Enfin, l'interpretatio romana, qui consistait à réinterpréter les dieux étrangers comme des retranscriptions des dieux « autochtones », a certainement facilité la cohabitation entre cultes autochtones et cultes plus ou moins étrangers : il est probable que la barrière entre dieux nationaux et dieux étrangers soit plus une fiction d'historiens modernes qu'une réalité de l'Antiquité.
L'approche du XXIe siècle cherche à nuancer les théories des siècles précédents. Par exemple, l'œuvre de Robert Turcan, Les Cultes orientaux dans le monde romain, est significative de l'évolution de la réflexion, qui se donne un objet plus concret (on va parler de « cultes » plutôt que de « religions ») et plus précisément délimité dans le temps.

## Étymologie
Le terme « mystère » dérive du latin mysterium, lui-même dérivant du grec μυστήριον / mustḗrion (généralement au pluriel : μυστήρια / mustḗria), « mystère, cérémonie religieuse secrète ». Les « mystères » désignent en particulier dans l'Athènes classique l'antique culte semi-officiel des « mystères d'Éleusis ». Un individu adepte de ces mystères est un « myste », du grec μύστης / mústēs, « initié aux mystères », vient du verbe μύω / múō, « être fermé, rester la bouche close » (les philologues considèrent comme probable l'origine onomatopéique du verbe : mmm représentant la « non-parole »), ce qui souligne le caractère non-public de ce culte, un caractère « initiatique » au sens antique : le myste ne devait pas parler pendant l'initiation aux mystères.
Néanmoins, le grec utilise aussi au moins trois autres familles de mots pour désigner les pratiques religieuses mystériques : ἑορτή / heortḗ, « fête », qui s'applique aux cérémonies publiques (par exemple les Grandes Dionysies à Athènes ou les processions isiaques) ; τελετή / teletḗ, « cérémonie d'initiation », mais aussi simple « cérémonie » ; ou encore le nom ὄργιον / órgion au pluriel ὄργια / órgia, qui n'indique pas une débauche sexuelle mais une possession par le dieu (c'est l'« en-thou-siasme », le « dieu-dans-soi »). Ces mots ou leurs dérivés — par exemple ὀργιασμός / orgiasmós, dérivé de ὄργια / órgia — peuvent aussi bien désigner des cultes à initiation que des cultes sans initiation. La richesse du vocabulaire grec sur ce terme marque bien la complexité et la diversité des objets à étudier.

## Caractéristiques
Une légende mentionnée par Diodore de Sicile attribue à Orphée, prêtre légendaire d'Apollon, l'introduction en Grèce de « mystères » apportés d'Égypte, mais selon les spécialistes l'orphisme lui-même n'est pas un culte à proprement parler. Quant à l'origine « égyptienne » des inventions (comme le mythe platonicien de Thot inventant l'écriture) ou encore au retour d'Asie du dieu ou du héros, ce sont là de véritables topoi culturels dans l'empire gréco-latin : ils sont généralement à lire comme des mythes, plutôt que comme des réalités factuelles. Dans le même ordre d'idées, des sources secondaires font remonter les « mystères » à l'Inde antique et attribuent parfois cette idée à Hérodote, mais en fait elle ne figure pas dans ses Histoires. Quoi qu'il en soit, ces cultes se sont répandus dans tout l'Empire, tant en Orient qu'en Occident. En Gaule, les traces les plus connues de cultes à mystères se situent à Alésia et Bibracte (Autun).

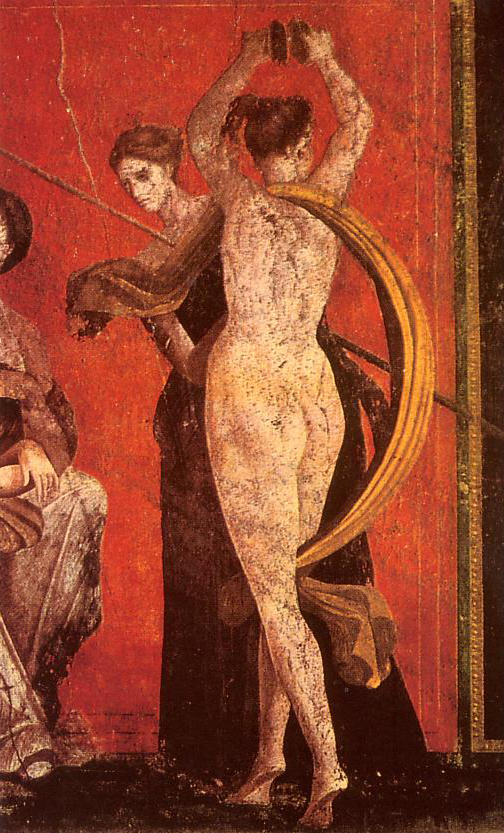
Détail de la mégalographie de la « villa des mystères » (Pompéi, Italie).

Les cultes à mystères se différencient des cultes traditionnels (cultes autochtones du ou des dieux de la cité) sur différents points : ils sont enseignés par des « initiés » et ne concernent pas une ethnie ou une cité particulière. Ils ont un côté secret : pour se mettre à l'abri de tout dévoiement et profanation, ces cultes sont souvent accomplis à l'abri des regards (mais certains aspects sont publics : ainsi les processions d'Isis, très bien décrites par Apulée). À l'instar des philosophies en vogue dans les premiers siècles de notre ère – en particulier le stoïcisme et le platonisme –, ces religions s'articulent souvent sur des idées d'universalisme, de conversion des mœurs, de purification, de salvation, ainsi que sur un discours concernant l'au-delà. L'initié doit montrer sa force morale, son courage, sa droiture et pratiquer les vertus. Certains thaumaturges célèbres des premiers siècles de notre ère (Apollonius de Tyane, Jamblique) semblent devoir être mis en relation avec les cultes à mystères. Mais la divulgation des mystères peut aussi se produire et être la source d'un scandale public (on connaît bien le cas d'Alcibiade à Athènes, accusé d'avoir parodié les mystères d'Éleusis, ou celui de Clodius qui se déguise en femme pour assister au culte de Bona Dea à Rome).
Les participants de certains cultes subissent des initiations successives, apprenant graduellement ce qui est présenté comme des secrets de la nature, ou de la divinité ; ils progressent éventuellement dans des grades (l'exemple le plus connu est le culte de Mithra qui comporte sept grades). Dans son parcours, l'initié doit souvent jurer. Ce serment est une preuve de son statut d'homme libre (l'esclave ne peut le faire). Néanmoins, les cultes à mystères tendront de plus en plus à admettre les non-citoyens, c'est-à-dire les femmes et les esclaves.
Ces cultes apportent, contrairement aux cultes traditionnels, une vision nouvelle de l'après-vie, plus encourageante que la simple éternité dans les Champs Élysées des Enfers réservés aux plus méritants, les héros.
En général, ces cultes proviennent de l'Orient (à l'instar du Dionysos de la tradition) mais aussi de pays barbares au nord de la Grèce (Orphée est thrace).

## Cultes
Les religions à mystères les plus connues sont :
- les Mystères d'Éleusis, honorant la triade Déméter, Perséphone et Hadès,
- le culte de Mithra, d'origine perse ou iranienne, célébrant Mithra, le guerrier
- le culte d'Isis, venant d'Égypte (la divinité du culte à mystères n'a toutefois plus grand-chose à voir avec l'Isis traditionnelle)
- le culte de Cybèle et de la Grande Mère de Pessine, honorant Cybèle, la mère des dieux, ainsi que celui d'Attis, fils et amant de Cybèle
- le culte des Cabires, lié aux divinités chtoniennes et aux Mystères de Samothrace
- les Mystères dionysiaques célébrant aussi son avatar orphique Zagreus
- le culte romain de Bona Dea (qui n'est toutefois pas oriental, mais probablement autochtone)

Mais on peut aussi mentionner les cultes suivants, qui peuvent comporter un aspect de culte à mystères :
- le culte principalement alexandrin de Sérapis, le dieu chtonien calatophore et, dans une moindre mesure, Osiris (mais Sérapis n'a semble-t-il pas connu de culte à mystère)
- le culte du Baal d'Émèse
- le culte de Glycon, l'oracle-serpent d'Abonuteichos
- le culte d'Harpocrate, avatar d'Horus
- Jupiter Dolichène, originaire d'Anatolie
- le culte de Sabazios
- le culte des Telchines, divinités magiciennes de Rhodes
- Culte de Trophonios
- Culte de Zalmoxis
- le culte de Despina (si δέσποινα / déspoina n'est pas le prête-nom d'une déesse connue)

## Sources anciennes

### Traductions latinistes
- Platon (trad. Victor Cousin), Euthydème, Paris, Bossanges, 1826    (Wikisource).
- Platon (trad. Victor Cousin), Les Lois, Paris, Pichon & Didier, 1831    (Wikisource).

### Traductions hellénistes
- Platon, Euthydème. Présentation par Luc Brisson. Paris, Flammarion, 2006. (GF ; 1059).  (ISBN 2-08-071059-1).
- Platon, Les Lois. Livres I à VI ; avec Jean-François Pradeau. Paris, Flammarion, 2006. (GF ; 1059).  (ISBN 2-08-071059-1).